# Elisabeth Reiss
 (février 2025).
Aasta Elisabeth Reiss est une actrice de cabaret et pianiste norvégienne née le 14 juin 1902 à Christiana et morte le 8 mars 1970 à Lillehammer. 

## Carrière

### Pianiste
Elisabeth reçut des cours de piano gratuitement d'un pianiste reconnu, Nils Larsen, qui avait reconnu son talent. 

### Artiste de cabaret
Elle se produit en solo en 1937, et le directeur de théâtre Bjørn Bjørnson affirme que son style est tout à fait nouveau. 
Elle écrit des textes satiriques - en collaboration avec, entre autres, Johan Borgen, Vilhelm Dybwad, André Bjerke, Inger Hagerup, Alf Hartmann, Thorleif Reiss, et Piet Hein -, comme le suivant : 
| Den som kun tar spøk for spøk og alvor kun alvorlig han og hun har faktisk fattet begge dele dårlig. | Ceux qui prennent les plaisanteries seulement comme des plaisanteries Et le sérieux seulement comme quelque chose de sérieux Il et elle a une compréhension Des deux qui s'avère fausse. |

## Famille
Elisabeth Reiss est la fille de l'avocat, compositeur et musicologue Georg Reiss (1861-1914) et d'Elisabeth Dymling. Elle est la sœur de l'acteur Thorleif Reiss.

## Galerie
Elisabeth Reiss - Wikimedia Commons